# Frits Ruys
Frits Rudolf Ruys (Rotterdam, 23 december 1917 - aldaar, 3 november 1944) was een Nederlandse verzetsstrijder tijdens de Tweede Wereldoorlog.
Ruys was student economie te Rotterdam en was actief in het verzet als lid van de Knokploeg Rotterdam Centrum, de ploeg van Marinus van der Stoep. Bovendien was hij werkzaam bij de L.O. (Landelijke Organisatie voor Hulp aan Onderduikers) in zowel Den Haag als Rotterdam. In Den Haag heeft hij zelfs de hele L.O. weer op poten gezet, nadat deze in de lente van 1944 was ‘opgerold’.
Hij werd op 1 november 1944
tegelijk met een aantal anderen door de SD opgepakt, verraden door zijn doorgeslagen collega-student en verzetsman Kees Bitter. Reeds twee dagen later wordt Ruys door de Duitsers
gefusilleerd op de Kralingse Schietbaan te Rotterdam.
Postuum werd aan Ruys op 13 november 1946 de Bronzen Leeuw toegekend en op 22 december 1952 het Verzetskruis 1940-1945.
In de Rotterdamse wijk Kralingen is een winkelstraat naar hem vernoemd, de Frits Ruysstraat, niet ver van de Willem Ruyslaan vernoemd naar zijn oom Willem Ruys.

## Frits Rudolf Ruys Fonds
Voor de ondergrondse was de dood van Ruys een zware slag geweest. De naaste verzetsvrienden van Ruys besloten diens verzorgingswerk, met name de materiële en sociale steun aan de nagelaten betrekkingen (vooral de kinderen) van verzetsmensen, in zijn geest voort te zetten. Zij richtten op 28 november 1944 het Frits Rudolf Ruys Fonds op, met als beginkapitaal de ƒ 1.500,- die Ruys voor dit soort verzorgingswerk had nagelaten. Nog tijdens de oorlog ontfermde dit fonds zich over ca. 40 gezinnen van gevangengenomen of omgekomen verzetsmensen. Hiertoe werden gelden ontvangen uit giften, maar grotendeels geschiedde de financieren door het Nationaal Steun Fonds, dat al vanaf 1943 aan het verzorgingswerk van Ruys had bijgedragen. Na de oorlog nam het werk van het Frits Rudolf Ruys Fonds een aanzienlijk grotere omvang aan en kreeg het fonds een aanvullende taak naast de ondersteuning door de Stichting 1940-1945.